# Tjongsfjorden
Tjongsfjorden er en fjord i Rødøy kommune i Nordland fylke i Norge. Fjorden har indløb mellem Sleipnesodden i nord og Skarvhalsen i syd og går 17 kilometer mod øst til Reppa i bunden af fjorden.
Vågaholmen ligger på nordsiden af fjorden. Herfra gik der tidligere færge til Jektvik, og videre til Kilboghamn (ophørt 1992). Lige øst for Vågaholmen ligger bebyggelsen Seglfor og på den modsatte side af fjorden ligger bebyggelsen Nord-Værnes. Lidt længere inde på nordsiden  ligger bygden Kila; Den ligger lige vest for bebyggelsen Tjong, som fjorden er opkaldt efter. På den anden siden af fjorden går den 2 kilometer lange bugt Hopen mod syd. 
Fylkesvej 17 går langs indre og nordlige dele af fjorden ud til Tjong. Herfra går riksvej 831 og længere ude fylkesvej 437  langs fjorden.